# Гікорі-Флет (Міссісіпі)
Гікорі-Флет (англ. Hickory Flat) — місто (англ. town) в США, в окрузі Бентон штату Міссісіпі. Населення — 496 осіб (2020).

## Географія
Гікорі-Флет розташоване за координатами 34°36′57″ пн. ш. 89°11′29″ зх. д. / 34.61583° пн. ш. 89.19139° зх. д. (34.615926, -89.191388).  За даними Бюро перепису населення США в 2010 році місто мало площу 2,48 км², уся площа — суходіл.

## Демографія
Згідно з переписом 2010 року, у місті мешкала 601 особа в 228 домогосподарствах у складі 158 родин. Густота населення становила 242 особи/км².  Було 254 помешкання (102/км²).
Расовий склад населення:
| - 80,9 % — білих - 16,5 % — чорних або афроамериканців |

До двох чи більше рас належало 2,0 %. Частка іспаномовних становила 1,5 % від усіх жителів.
За віковим діапазоном населення розподілялося таким чином: 29,6 % — особи молодші 18 років, 56,6 % — особи у віці 18—64 років, 13,8 % — особи у віці 65 років та старші. Медіана віку мешканця становила 33,4 року. На 100 осіб жіночої статі у місті припадало 86,6 чоловіків;  на 100 жінок у віці від 18 років та старших — 82,3 чоловіків також старших 18 років.
Середній дохід на одне домашнє господарство  становив 46 232 долари США (медіана — 31 458), а середній дохід на одну сім'ю — 52 476 доларів (медіана — 34 659). За межею бідності перебувало 28,7 % осіб, у тому числі 33,3 % дітей у віці до 18 років та 19,8 % осіб у віці 65 років та старших.
Цивільне працевлаштоване населення становило 255 осіб. Основні галузі зайнятості: освіта, охорона здоров'я та соціальна допомога — 25,5 %, виробництво — 22,0 %, роздрібна торгівля — 14,9 %, публічна адміністрація — 10,6 %.